# Grande Giumenta

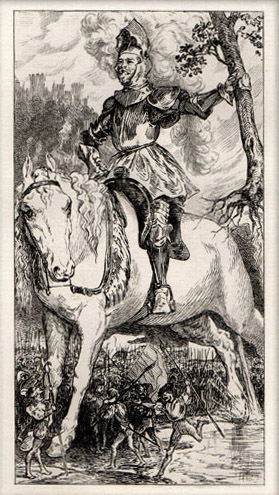
Gargantua e la Grande Giumenta che sta urinando sui nemici (Incisione anonima, 1840).

La Grande Giumenta (francese Grand Jument o in francese arcaico Grant Jument) è una cavalla di dimensioni gigantesche che funge da cavalcatura per i giganti in diverse opere del Rinascimento. Proveniente da tradizioni medievali, a loro volta ispirate alla mitologia celtica, appare in Le grandi e inestimabili cronache del grande e gigantesco Gargantua, scritto nel 1532, e in cui il mago Merlino la creò dalle ossa su una montagna.
Queste cronache ispirarono François Rabelais, che riprese in gran parte questa storia e la cavalla come la calvacatura di Gargantua in La vie très horrifique du grand Gargantua, père de Pantagruel, pubblicato cinque anni dopo,. Decorata con una descrizione parodistica, la cavalla africana annega i suoi nemici nelle sue urine e rade tutti gli alberi in Beauce, trasformando la regione in una vasta pianura.
(François Rabelais Pantagruel Capitolo XXVIII. (Trad. italiana da Gildo Passini))

## Origine

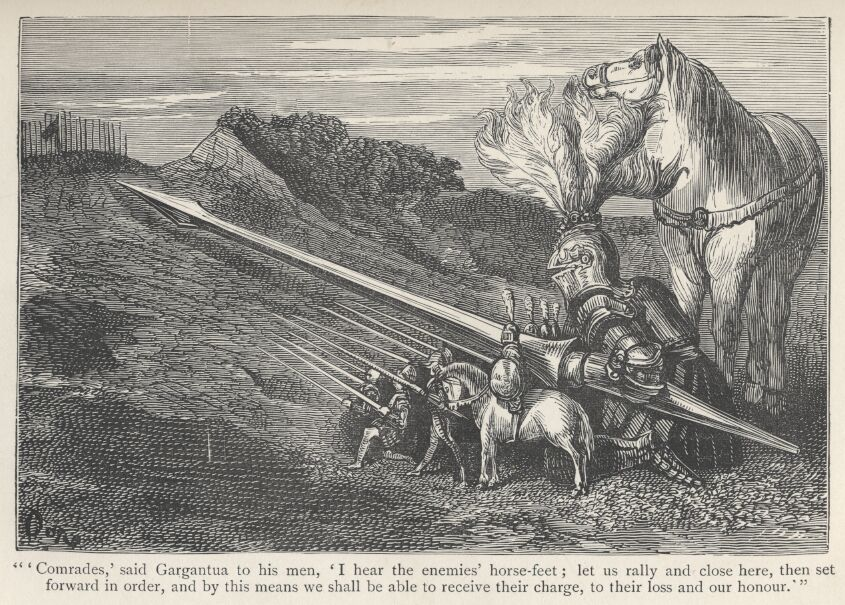
La Grande Giumenta (incisione da Gustave Doré, 1894).

L'animale discende da un primitivo drago che modella il paesaggio o dal cavallo di diverse divinità celtiche. Condivide la stessa origine del cavallo Baiardo, secondo Henri Dontenville e Claude Gaignebet. Alla Grande Giumenta sono dedicati toponimi, senza che sia necessariamente noto un legame diretto con le opere del Rinascimento.
Menzionata in due importanti opere letterarie rinascimentali, la Grande Giumenta è presumibilmente derivata da antiche tradizioni orali popolari. Per quanto riguarda la sua origine esistono varie teorie; molte delle quali furono avanzate da Henri Dontenville.
Secondo Dontenville, questa cavalla è originariamente bianca, cosa che mette in relazione con l'antichissima presenza del cavallo bianco nelle credenze francesi. Sarebbe cavalcata da un gigante anguipede (con coda serpentesca) secondo le versioni più antiche. Il gigante Gargantua è esso stesso la reminiscenza di Gargan, un demiurgo noto alle tribù celtiche, costruttore e creatore, che si dice abbia tracciato le vie di pellegrinaggio precristiane, abbia creato voragini e montagne posando e alzando i piedi da terra, abbia creato guadi bevendo da determinati ruscelli e fiumi mentre urinava. Sempre secondo Dontenville, giumenta e cavaliere erano anticamente confusi con draghi, come attesta l'etimologia in « g-r » dei giganti rabelaisiani (Grandgousier/Grangola, Gargamelle/Gargamella e Gargantua), riferendosi a quello del drago. Pertanto, la Grande Giumenta condividerebbe la stessa origine di Baiardo, quella di un gigantesco drago primitivo che trasforma i paesaggi con le sue azioni.
Un'altra teoria è quella di una reminiscenza della dea psicopompa gallica Epona, di cui la Grande Giumenta sarebbe la cavalla. L'origine celtica è in ogni caso evocata, poiché Henri Dontenville notò che vi sono accompagnati diversi dei «di un cavallo bianco o di una cavalla bianca»  che viaggiano in direzione est-ovest, facendo sgorgare sorgenti sul loro cammino e portando il sole. Questo motivo simbolico è evidenziato da Jacques Duchaussoy, la direzione est-ovest che prende questa cavalla mentre corre ne fa un animale solare.

## Toponimi francesi
Si trova il nome di «Grande Giumenta» nei toponimi e nelle credenze francesi (in particolare sulla costa occidentale) per designare il mare, senza che si stabilisca sempre un legame con la cavalla delle storie letterarie. In generale, questi cavalli sono bianchi, c'era anche una locanda di cavalli bianchi sul Quai de Grand'Jument, sulle rive della Loira, a Tours. Un monolite in granito di 25 per 5 metri chiamato «la Grand'Jument», a Montgothier, fu sfruttata dal 1800 al 1803 da un cavatore che si chiamava Ernest Poulnln (sic), che distrusse anche un altro blocco granitico circondato da leggende locali,.
Paul Sébillot osserva, durante i suoi racconti di tradizioni popolari, che nel Poitou si chiama il mare «la grande cavalla bianca». In Vandea, lo stesso nome è usato dai pescatori. Nel Cinquecento, Noël du Fail descrisse il mare come «la grande giumenta Margot, che tiene le briglie per la coda». Al largo di Ouessant, il faro della Jument è costruito sulla scogliera di Ar Gazec («la giumenta» in lingua bretone).

### La Beauce secondo Rabelais

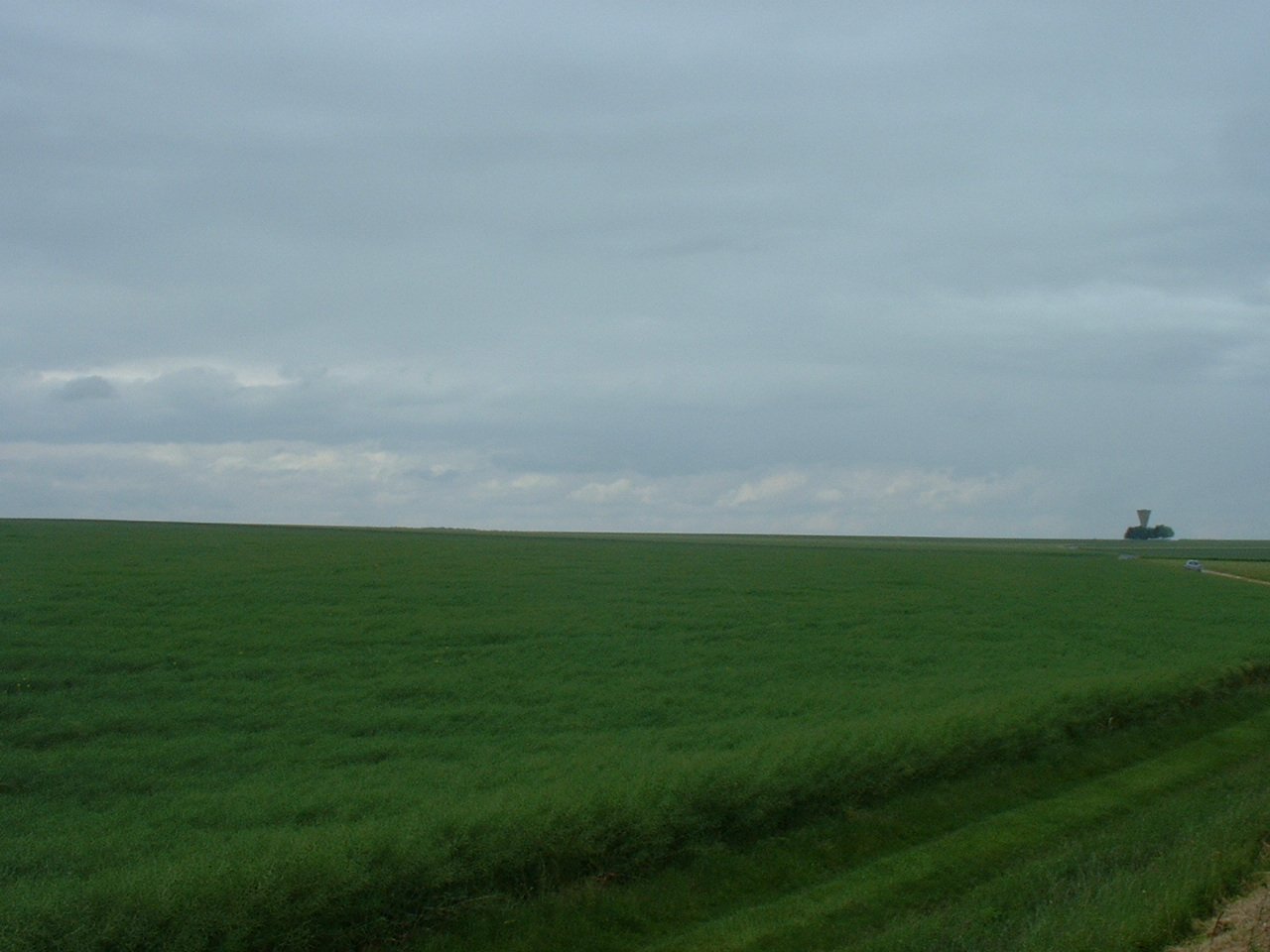
Tipico paesaggio della Beauce: una vasta pianura.

Rabelais ci propone un'etimologia del tutto personale per la Beauce (pronuncia [bos]AFI): la regione è ricoperta da una vasta foresta lunga 35 leghe e larga 17, infestata da mosche e calabroni che attaccano i cavalli. Morsa da molti di loro mentre è impegnata, la cavalla si difende aiutandosi con la coda. Calcia e sferza l'aria in tutte le direzioni, il che ha l'effetto di radere al suolo l'intera foresta. Al suo posto si estende poi una vasta campagna, di cui esclama Gargantua « je trouve beau ce ». (trovo bello questo). Da qui il nome di Beauce dato alla regione attraversata,.
«Là era un'estesa foresta, trentacinque leghe lunga e larga diciassette, o all'incirca, orribilmente fertile e infestata di mosche bovine e calabroni: un vero brigantaggio per le povere giumente, gli asini e i cavalli. Ma la giumenta di Gargantua vendicò bravamente tutti gli oltraggi colà perpetrati sulle bestie della sua specie, con un tiro che nessuno s'aspettava. Infatti, appena entrarono nella foresta, i calabroni volarono all'assalto, ma essa sguainò la sua coda e avventandola intorno, non solo li disperse, ma abbatté tutto il bosco. Come un falciatore fa cader l'erba così essa abbatteva gli alberi a torto e a traverso, di qua, di là, di su, di giù, in lungo e in largo, sopra e sotto di guisa che sparirono e bosco e calabroni: tutto il territorio fu rasa campagna.»--François Rabelais - Traduzione di Gildo Passini - Gargantua e Pantagruele - Capitolo XVI.
Difatti, la pianura beauceronne ([bos'ʁɔn]AFI) era già una realtà neolitica e si trova l'origine etimologica del toponimo «Beauce» nella parola gallica belsia, che disegnava uno spazio naturale aperto, cioè senza alberi; una parola alla quale Virgilio Grammatico dà l'equivalente latino «campus».

## Il testo prerabelaisiano

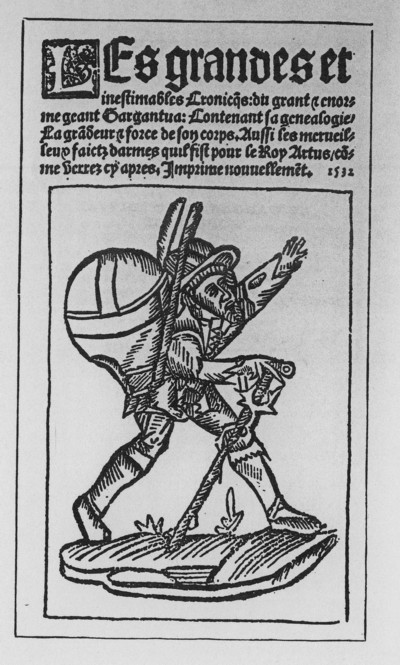
Les grandes et inestimables cronicques du grant et énorme géant Gargantua 1532, frontespizio, autore ignoto.

La Grande Giumenta compare in Les grandes et inestimables cronicques du grant et énorme géant Gargantua,, un testo anonimo scritto nel 1532 da resoconti medievali più antichi, che includono riferimenti alla materia di Francia e alla materia di Bretagna. Riferiscono che Merlino consiglia a re Artù di stare in guardia contro i suoi nemici e, lasciando la corte del re, si stabilisce sul Mont d'Orient per fabbricare lì i giganti Grandgousier e Gallemelle dalle ossa di balene. Infine, crea la Grande Giumenta da ossa di cavalle,. Questo tema di una creazione dalle ossa si potrebbe riferire ad un motivo sciamanico, secondo Bernard Sergent. Ad ogni modo, la Grande Giumenta è senz'altro dubbio una creatura fatata, procreata dal mago Merlino.
La cavalla appartiene a Gallemelle e Grandgousier, che diedero alla luce Gargantua. Quando il giovane gigante raggiunge l'età di sette anni, i genitori decidono di presentarlo a Re Artù. Mentre se ne vanno, Merlino dice a Grandgousier: «girerai la testa della tua cavalla verso Ovest e la lascerai andare e lei ti guiderà bene senza fallire». La coda della cavalla diventa un'ascia. Gargantua appende al colletto le campane della cattedrale parigina di Notre-Dame, ed ogni volta che il giovane gigante entra al servizio di Artù, lascia la sua cavalla nella foresta di Bruyères-le-Châtel.